# West DeLand
West DeLand statisztikai település az USA Florida államában, Volusia megyében. Lakosainak száma 3908 fő (2020. április 1.).

## Népesség
A település népességének változása:

| 2010 | 3 535 |
| 2020 | 3 908 |